# دین گلنسک
دین گلنسک (انگلیسی: Dean Glenesk؛ زادهٔ ۲۲ سپتامبر ۱۹۵۷) ورزشکار پنج‌گانه مدرن اهل ایالات متحده آمریکا است.
وی در مسابقات کشوری و بین‌المللی در مجموع برندهٔ ۱ مدال نقره شده‌است.